# Élisabeth Borne
Élisabeth Borne (París, 18 de abril de 1961) es una ingeniera civil y política francesa, se desempeñó como primera ministra de Francia desde 2022 hasta 2024, además es miembro del partido La República en Marcha (LREM). 
Fue ministra de Trabajo, Empleo e Integración, de 2020 a 2022; ministra de Transición Ecológica e Inclusiva, de 2019 a 2020 y ministra de Transporte de 2017 a 2019.
Fue primera ministra de Francia, desde el 16 de mayo de 2022 hasta el 8 de enero de 2024, siendo la segunda mujer en ocupar el cargo, después de Édith Cresson.
Su gestión como primera ministra estuvo marcada por el aumento de la edad de jubilación, que provocó manifestaciones masivas de varios meses en 2023 y disturbios en muchos barrios obreros en el verano de 2023.
Muy impopular, dimitió de su cargo a petición de Emmanuel Macron el 8 de enero de 2024.

## Biografía

### Familia
Nació el 18 de abril de 1961, en el XV Distrito de París, Francia. Hija del matrimonio de Joseph Borne, nacido como Bornstein (1924-1972) y Marguerite Lescène (1920-2015), farmacéutica. Su abuelo materno, Marcel Lescène (1892-1956), también fue farmacéutico, y fue alcalde de Livarot, entre 1938 a 1945 y de 1947 a 1953.
En 1950, Joseph Bornstein, hasta entonces apátrida, sobreviviente del campo de concentración de Auschwitz y Buchenwald, obtiene la nacionalidad francesa. Tomó el nombre de Borne, apareciendo su nombre de guerra en sus papeles falsos. Después de la Segunda Guerra Mundial, Joseph y Marguerite dirigieron un laboratorio farmacéutico en el XV Distrito de París.

### Formación
En 1972, tras el suicidio de su padre, a sus once años de edad; se convierte en Pupille de la Nation, lo cual le permite obtener una beca.
Después de estudiar en la Institution de la Providence de París, fue alumna del Lycée Janson de Sailly (1977-1981), donde superó el bachillerato, luego dos años de clases preparatorias a las grandes escuelas. Tras el concurso, se incorporó a la École polytechnique (promoción 1981), y sale de ella en el Corps des ponts, des eaux et des forêts.
Obtuvo el Diplôme d'Ingénieur de ingeniera civil, en 1986, del École nationale des ponts et chaussées y la maestría en Administración de Empresas, en el Collège des Ingénieurs, un año después.
Dentro del Corps des ponts et chaussées, fue ascendida al grado de ingeniera jefe en 1998, luego al grado de ingeniero general el 1 de febrero de 2007.

### Trayectoria
Comenzó su carrera en 1987, cuando se incorporó al Ministerio de Equipamiento bajo la gestión de Pierre Méhaignerie, antes de incorporarse a la Dirección Regional de Equipamiento de la Isla de Francia en 1989. A principios de 1990, se convirtió en asesora del Ministerio de Educación Nacional, con Lionel Jospin y luego con Jack Lang.
Luego de un paso por Sonacotra (Adoma, desde 2007), como directora técnica hasta 1996. Se incorporó en 1997, a la oficina del premier Lionel Jospin, como asesora técnica a cargo de la planificación transporte durante cinco años.
En 2002, se convirtió en Directora de Estrategia de la Société nationale des chemins de fer français (SNCF), y luego se incorporó a Eiffage en 2007 como Directora de Concesiones. Fue directora general de urbanismo de la Alcaldía de París, bajo la gestión de Bertrand Delanoë, de 2008 a 2013.
En 2013 fue nombrada Prefecta de Vienne y de la Región de Poitou-Charentes, fue la primera mujer en ocupar ese cargo. En ese momento Ségolène Royal era presidenta del consejo regional de Poitou-Charente. Cuando Royal fue nombrada ministra de Ecología, Desarrollo Sostenible y Energía en 2014, Borne pasó a ser su jefa de gabinete.
Fue directora ejecutiva de la Administración Autónoma de Transportes Parisinos, una empresa estatal que brinda servicios en el campo del transporte público, de 2015 a 2017.

## Trayectoria política

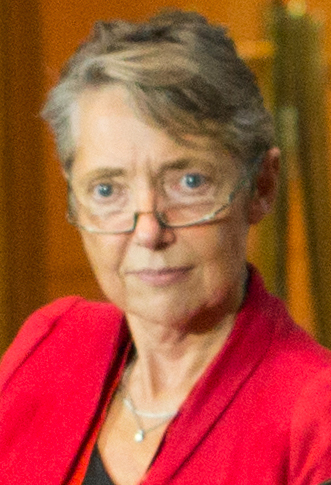
Borne en 2015.

Durante mucho tiempo estuvo cerca del Partido Socialista (PS), pero sin unirse formalmente al partido. Votó por Emmanuel Macron en las elecciones presidenciales francesas de 2017 y luego de que este ganara las elecciones se unió a La República en Marcha (LREM). Desde 2020 también es miembro de Territorios de Progreso.

### Ministerios
Ministra de Trasporte
Fue ministra de Trasporte, en el primer y segundo gobierno de Édouard Philippe; entre mayo de 2017 a julio de 2019. Durante su gestión, resistió semanas de huelgas y manifestaciones en 2017, para poner fin a un generoso sistema de pensiones y prestaciones para los trabajadores ferroviarios de la SNCF.
Ministra de Transición Ecológica e Inclusiva
Tras la renuncia del ministro de Transición Ecológica e Inclusiva François de Rugy, en julio de 2019, Borne fue nombrada titular del ministerio. En ese cargo, lideró los esfuerzos para aprobar un proyecto de ley de planificación energética a largo plazo destinado a aumentar la seguridad del suministro y un proyecto de ley de movilidad limpia que comprometiera al país a alcanzar la neutralidad de carbono en el sector del transporte para 2050.
En 2019, Borne se opuso a la ratificación de Francia del acuerdo de libre comercio Unión Europea-Mercosur.

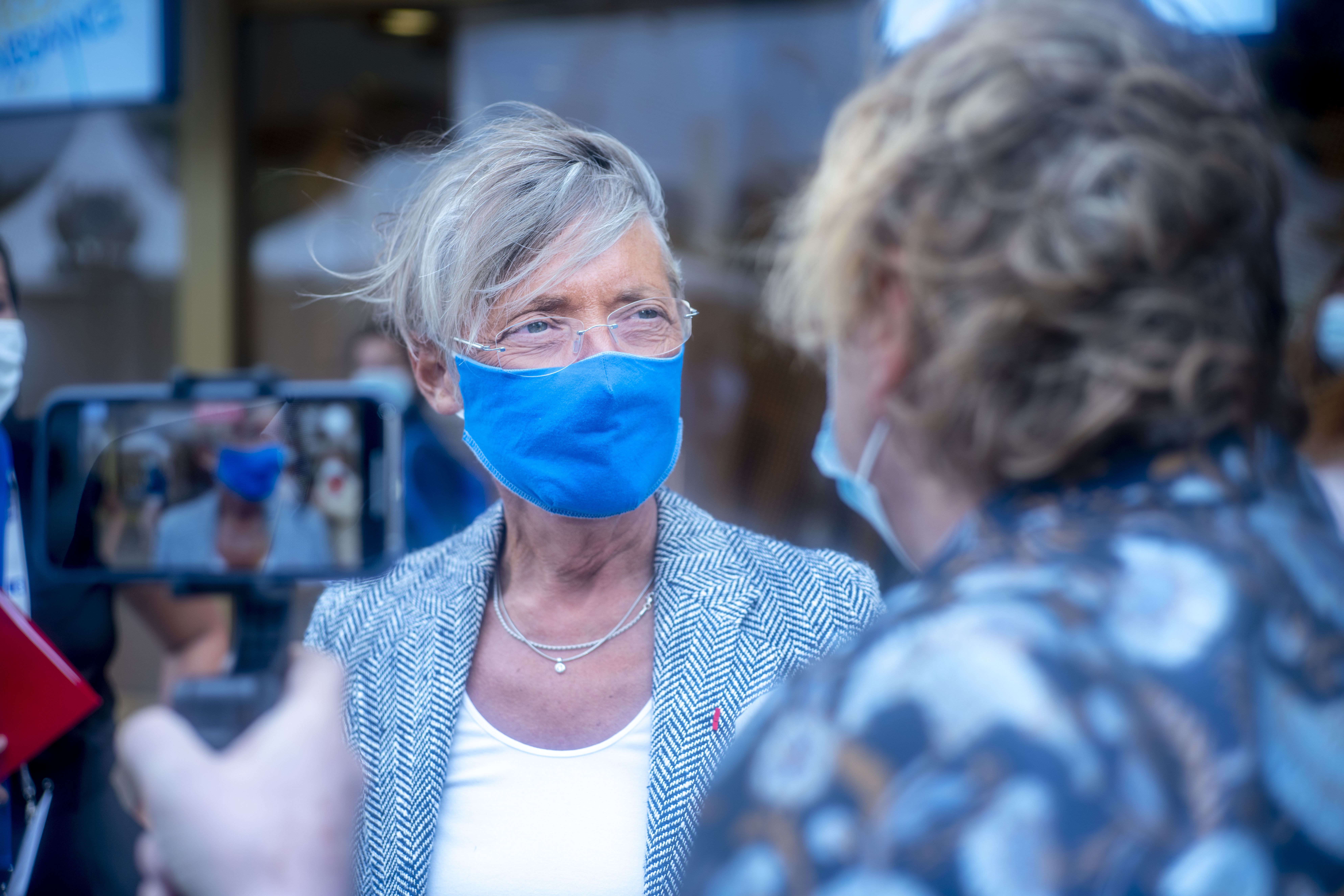
Borne en 2020.

Ministra de Trabajo, Empleo e Inclusión Económica
En julio de 2020, fue nombrada ministra de Trabajo, Empleo e Inclusión Económica, en el gobierno Jean Castex. En esa capacidad, supervisó las negociaciones con los sindicatos que resultaron en un recorte de los beneficios de desempleo para algunos solicitantes de empleo.

### Primera ministra
El 16 de mayo de 2022, tres semanas después de la reelección del presidente Emmanuel Macron, fue nombrada primera ministra de Francia, convirtiéndose en la segunda mujer en ostentar tal cargo, luego de Édith Cresson.
Borne, que nunca ha buscado un mandato electivo por sufragio universal, es candidata a diputada en las elecciones legislativas de junio de 2022 en la sexta circunscripción de Calvados. El diputado saliente Alain Tourret (LREM), debilitado por la enfermedad de Parkinson, no se presentó a la reelección y puso fin a su carrera política al final de su mandato. El Elíseo anuncia que los ministros derrotados en su circunscripción deberán dimitir. Llegó primera tras la primera vuelta con el 34,32% de los votos emitidos por delante del candidato de la Nueva Unión Popular Ecologista y Social (NUPES), Noé Gauchard (24,53%). Fue elegida en segunda vuelta con el 24,30% de los inscritos y el 52,46% de los votos emitidos.
El 21 de junio de 2022, Borne presenta la renuncia de su gobierno al presidente de la República Emmanuel Macron -una renuncia tradicional después de una elección legislativa- pero este último la rechaza "para que el gobierno pueda permanecer en la tarea", mientras que la coalición presidencial Juntos solo tiene una mayoría relativa en la Asamblea Nacional.
Tras su reelección como miembro del parlamento durante esta elección, Yaël Braun-Pivet, Ministra de Ultramar de Francia, presentó su candidatura a la presidencia de la Asamblea Nacional. Esta función, siendo incompatible con un cargo dentro del gobierno, se extingue por decreto del gobierno a partir del 25 de junio de 2022. Borne fue nombrada por el mismo decreto para encabezar el Ministerio de Territorios de Ultramar en forma interina. Gérald Darmanin se convierte en Ministro del Interior y de Ultramar el 4 de julio de 2022.

## Vida personal
El 30 de junio de 1989, Élisabeth contrajo matrimonio con Olivier Allix, en Lésigny en Seine-et-Marne; de esta unión nació su hijo Nathan, en 1995. La pareja se divorció el 17 de diciembre de 2008.

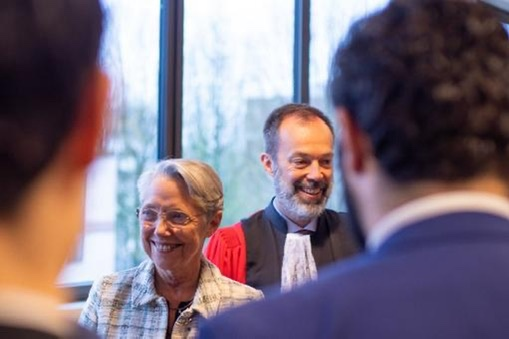
Elisabeth Borne tras dejar el cargo de primera ministra en 2024.

Ingresó en el hospital con COVID-19 en marzo de 2021 y se le administró oxígeno. Es una entusiasta criadora de chihuahua.

## Condecoraciones
El 12 de julio de 2013, fue nombrada al grado de dama en la Orden Nacional de la Legión de Honor como “prefecta de la región de Poitou-Charentes, prefecta de Vienne; 27 años de servicio».
El 30 de enero de 2008, fue nombrada con el grado de dama de la Orden Nacional del Mérito como “ex directora de la SNCF, directora de un grupo de obras públicas; 21 años de servicio civil, militar y profesional” , condecorado el 6 de noviembre de 2008 luego ascendido al rango de oficial en 14 de noviembre de 2016 como “presidente de una empresa de transporte público”. Como primera ministra, habiendo ejercido sus funciones durante más de seis meses, fue elevada ex officio a la dignidad de Gran Cruz.
Como Ministra de Asuntos Marítimos, fue nombrada Comandante ex officio de la Orden del Mérito Marítimo al asumir el cargo.

## Controversias

### Vapear en la Asamblea y Senado
Borne es sorprendida muchas veces al vapear un cigarrillo electrónico en la Asamblea Nacional, en el Senado o incluso en los televisores, a pesar de la prohibición del Código de Salud Pública de fumar en lugares de trabajo cerrados y cubiertos de uso colectivo.